# Eleições parlamentares na Eslovênia em 2008
As eleições parlamentares na Eslovênia em 2008 ocorrerão em 21 de setembro de 2008. 90 deputados da Assembléia Nacional eslovena serão eleitos. Concorrem às vagas mil candidatos de 19 partidos, e os principais rivais são o conservador Partido Democrata Esloveno (SDS) do primeiro-ministro, Janez Jansa, e os Social-Democratas (SD) de Borut Pahor, deputado no Parlamento Europeu.
Nenhum dos dois partidos poderá conquistar uma maioria absoluta, mas, segundo as pesquisas, no máximo alcançarão 30%, de modo que será preciso pactuar um Governo de coalizão.

## Pesquisa de opinião
| Partido   | Data               | fonte | SD    | SDS   | Zares | SNS  | LDS  | DeSUS | SLS  | NSi  | Outras |
| Ninamedia | 22 de maio de 2008 |       | 22.1% | 18,9% | 8.6%  | 6.8% | 6.6% | 4.2%  | 2.4% | 1.9% | 37.1%  |
| Delo      | 29 de maio de 2008 |       | 19.2% | 15.2% | 6.3%  | 5.9% | 4.7% | 3.0%  | 2.2% | 2.1% | 41.4%  |

## Realização, participação e decorrência da votação
A participação nas eleições até as 16h (3 horas antes do fechamento das urnas), era de 46%, um pouco maior que a de quatro anos atrás, quando chegou a 45,51% no mesmo horário, totalizando em 60%.
"Até as 16h (hora local), do total de 1.695.720 eleitores eslovenos, 779.999 votaram, ou 46%", declarou hoje no centro de imprensa eleitoral o presidente adjunto da Comissão Eleitoral Estadual, Janez Srebot.

## Acusação diplomática
A campanha eleitoral esteve dominada por um suposto escândalo de corrupção em relação à compra de 135 veículos militares da empresa finlandesa Patra.
A televisão pública finlandesa assegura que Jansa teria recebido pessoalmente 21 milhões de euros de uma empresa para facilitar a compra de 135 veículos blindados por um valor de 278 milhões de euros.

## Resultados
Os opositores dos Social-Democratas (SD), liderados pelo eurodeputado Borut Pahor, venceram as eleições legislativas do país, com 30,5% dos votos. Com a apuração praticamente encerrada (99,73%), o governista Partido Democrático Esloveno (SDS), ao qual pertence o primeiro-ministro Janez Jansa, recebeu o apoio de 29,33% dos eleitores.

## Tabela de resultados
| Partidos        | Partidos                                            | Nº Votos  | % Votos | +/-  | Nº Deputados | +/-  |
| --------------- | --------------------------------------------------- | --------- | ------- | ---- | ------------ | ---- |
|                 | Social-Democratas                                   | 320 248   | 30,5%   | 20,3 | 29 / 90      | 19   |
|                 | Partido Democrático Esloveno                        | 307 735   | 29,3%   | 0,2  | 28 / 90      | 1    |
|                 | Zares                                               | 98 526    | 9,4%    | Novo | 9 / 90       | Novo |
|                 | Partido Democrático dos Pensionistas da Eslovénia   | 78 353    | 7,5%    | 3,5  | 7 / 90       | 3    |
|                 | Partido Nacional Esloveno                           | 56 832    | 5,4%    | 0,9  | 5 / 90       | 1    |
|                 | Partido Popular Esloveno-Partido Jovem da Eslovénia | 54 809    | 5,2%    | 3,7  | 5 / 90       | 2    |
|                 | Democracia Liberal da Eslovénia                     | 54 771    | 5,2%    | 17,6 | 5 / 90       | 18   |
|                 | Nova Eslovénia - Partido Popular Cristão            | 35 774    | 3,4%    | 5,7  | 0 / 90       | 9    |
|                 | Lipa                                                | 19 068    | 1,8%    | Novo | 0 / 90       | Novo |
|                 | Deputados das minorias italiana e húngaro           | -         | -       | -    | 2 / 90       | =    |
|                 | Outros                                              | 25 710    | 2,4%    |      | 0 / 90       |      |
| Votos inválidos | Votos inválidos                                     | 4 766     | 0,5%    | 1,8  |              |      |
| Total           | Total                                               | 1 056 593 | 100%    |      | 90           |      |
| Participação    | Participação                                        |           | 63,1%   | 2,5  |              |      |